# ام‌جی ۶

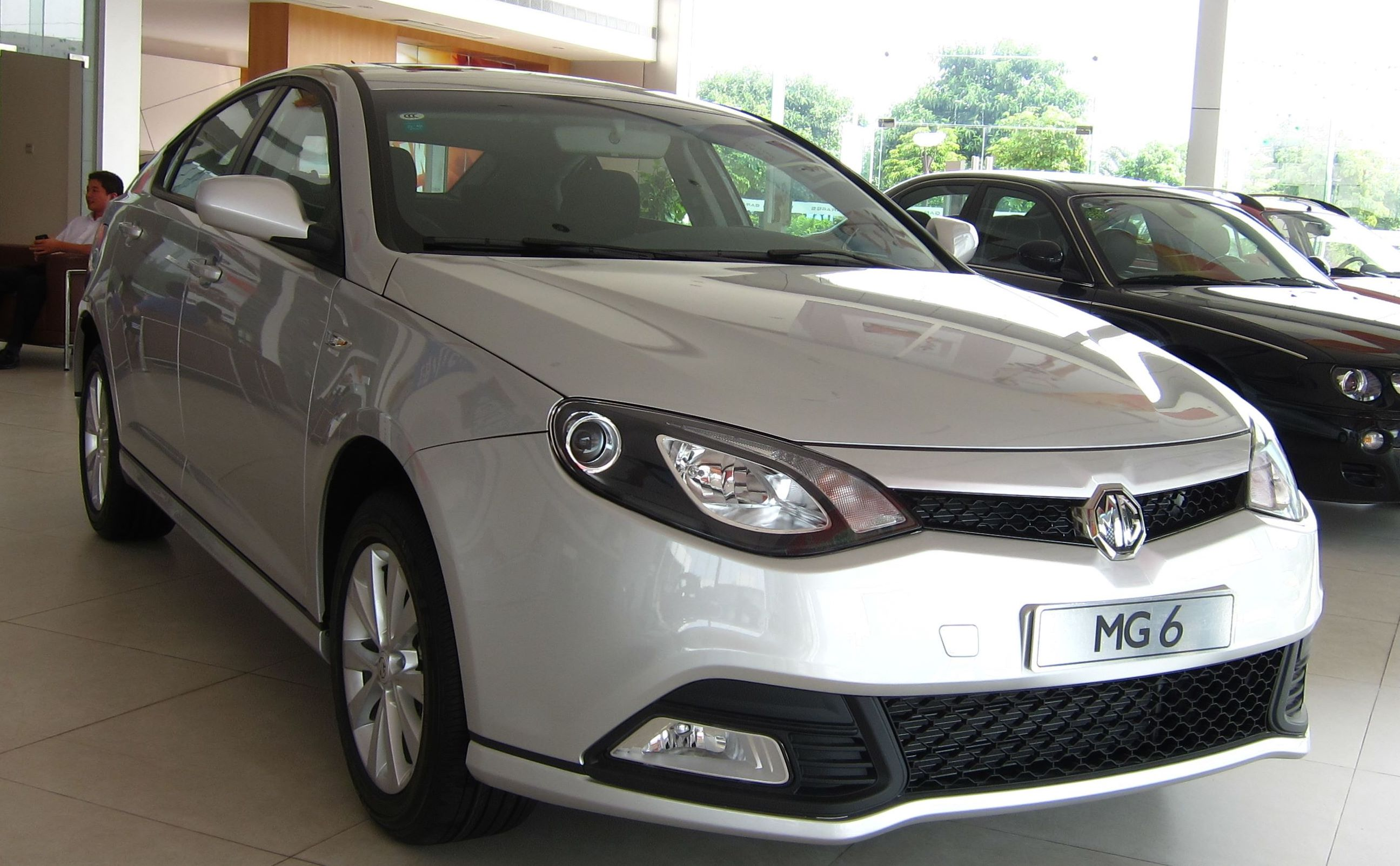

ام‌جی ۶ (MG ۶) خودرویی است که در سال ۲۰۱۰ میلادی توسط کمپانی MG رونمایی شد. این خودرو توسط مهندسان انگلیسی طراحی و مهندسی شده و در کشور چین توسط شرکت سایک موتور تولید و به بازارهای جهانی عرضه شده‌است.
این خودرو در دو تیپ متفاوت (GT و Magnette) روانه بازار شده و از تفاوت‌های آشکار این دو مدل می‌توان به قسمت انتهایی خودرو اشاره کرد که تیپ GT دارای شیشه یکپارچه با درِ صندوق (در اصطلاح هاچ بک) و تیپ Magnette دارای درِ صندوق عادی است.
تمامی مدل‌های این خودرو به موتور توربوشارژ بوده با بیشینه قدرت قدرت ۱۶۰ اسب بخار مجهز هستند. این موتور می‌تواند خودرو را حداکثر ظرف مدت زمان ۸ ثانیه از حالت سکون به سرعت ۱۰۰ کیلومتر در ساعت برساند.

در سال ۲۰۱۵ میلادی فیس‌لیفت این خودرو به بازار عرضه شد که دارای امکانات بسیار بیشتری نسبت به نمونهٔ قبلی است. از جملهٔ این امکانات می‌توان به ترمز دستی الکترونیکی و چراغ‌های زنون و… اشاره کرد.